# Kentucky Days
Kentucky Days er en amerikansk stumfilm fra 1923 af David Selman.

## Medvirkende
- Dustin Farnum som Don Buckner
- Margaret Fielding som Elizabeth Clayborne
- Miss Woodthrop som Margarite Buckner
- Bruce Gordon som Gordon Carter
- William De Vaull som  Scipio